# Elassodiscus caudatus
Elassodiscus caudatus är en fiskart som först beskrevs av Gilbert, 1915.  Elassodiscus caudatus ingår i släktet Elassodiscus och familjen Liparidae. Inga underarter finns listade i Catalogue of Life.